# Tušetie
Tušetie, též Thušsko (gruzínsky თუშეთი, Tušeti) je historická oblast na severovýchodě Gruzie.

## Geografie
Od zbývajícího území Gruzie Tušetii na jihu odděluje hlavní hřeben Velkého Kavkazu, od Čečenska Boční kavkazský hřbet.
Na západě hraničí s historickou oblastí Chevsuretie, se kterou je spojena stezkou přes sedlo Acunta. Odvodňuje ji řeka Andijské Kojsu.
Tušetie se dělí se na tři oblasti a jeden subregion podle údolí řek, které se vyznačují značnými výškovými rozdíly:
- Oblast Pirikiti v údolí Pirikitské Alazani (gruzínsky პირიქითი ალაზანი, Pirikiti Alazani)
- Oblast Gomecari v údolí Gomecarské, (též Thušské) Alazani
- Oblast Čagma v údolí Čančachovanské (též Chiské) Alazani, pravého přítoku Gomecarské (Thušské) Alazani
- Zvláštním subregionem je oblast Covata v údolí stejnojmenné řeky (gruzínsky წოვათისწყალი, Covatisckali), levého přítoku horní části Gomecarské Alazani, kde se odlišně hovoří bacbijským jazykem.[1]

Pod vesnicí Šenako u lokality Ageurta vzniká soutokem Pirikitské a Gomecarské (Thušské) Alazani řeka Andijské Kojsu, která odtéká do Dagestánu a po soutoku s Avarským Koisu se jako řeka Sulak vlévá do Kaspického moře.
Údolí Pirikiti a Gomecari jsou oddělena hřbetem Makratela (gruzínsky მაკრატელას ქედი, v překladu „nůžkový hřeben“) s planinami a několika průchozími průsmyky. Nejvýznamnější je průsmyk Nakle-choli ve výšce 2903 m mezi vesnicemi Češo a Verchovani. Centrálním místem je Omalo nad soutokem Čančachovanské (Chiské) a Gomecarské (Thušské) Alazani.

## Historie

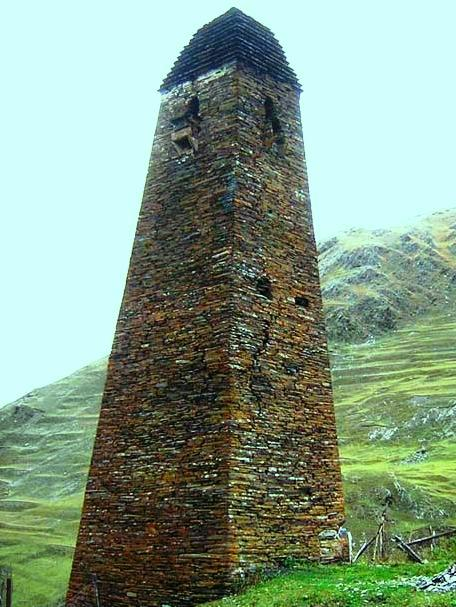
Typická strážní věž v Tušetii

Oblast byla součástí Gruzínského království, po jeho rozpadu v 15. století přešla pod království Kachetie. Kvůli nájezdům ze sousedních zemí byly budovány obranné a strážní věže.
Během německé invaze do Sovětského svazu za druhé světové války došlo v oblasti k menším protisovětským nepokojům, které pravděpodobně souvisely s rozsáhlejšími událostmi v sousedním Ingušsku.

## Obyvatelstvo
Tušetii obývají Gruzínci označovaní jako Tušebi. Historicky byla sídla rozmístěna ve čtyřech skupinách: v údolí Cova, podél řeky Thušská Alazani, podél řeky Pirikitská Alazani a u soutoku obou řek. V současnosti oblast sestává z deseti vesnic, z nichž největší je Omalo s pevností Keselo, dalšími jsou například v údolí Pirikitské Alazani Dartlo s pevností Kvavlo, Češo nebo Parsma.

## Hospodářství
Hlavním odvětvím je chov dobytka, zejména skotu a ovcí. Pastevci tráví léto v horách a na zimu se přesunují do nížiny u Alvani. Místní sýry a kvalitní vlna bývaly vyváženy do Evropy a Ruska. Kvůli specifickým místním náboženským zvyklostem se nechovají prasata.

## Ochrana přírody
Prakticky celá Tušetie je chráněným územím, přírodní rezervace byla vyhlášena v roce 1980 a současná úprava platí od roku 2003. Chráněné území je rozčleněno na přísnou přírodní rezervaci (kategorie IUCN I, asi 10 000 ha), do které patří části říčních údolí, národní park (kategorie IUCN II, asi 80 000 ha) a chráněnou krajinnou oblast (kategorie IUCN V, asi 30 000 ha), kam spadají všechny vesnice, sídla pastevců a přilehlé pastviny. Na plánech péče pro chráněnou krajinnou oblast se podílí odborníci z České republiky.
V oblasti se nacházejí borovicové lesy, které v nadmořské výšce nad 2000 m přechází v březové, horní hranice lesa odpovídá výšce kolem 2600 m. Alpinské pásmo je charakteristické porosty rododendronů. Ve flóře Tušetie je zastoupeno asi 230 kavkazských endemitů jako například bříza Betula raddeana, prvosenky Primula luteola a Primula juliae nebo rododendron Rhododendron caucasicum.
Vyskytuje se zde 60 druhů savců, mezi nimi kozorožec dagestánský (Capra cylindricornis), kamzík horský, koza dagestánská (Capra aegagrus aegagrus), srnec obecný, medvěd hnědý, vlk obecný nebo rys ostrovid. Nejistou je přítomnost levharta perského (Panthera pardus saxicolor), známky jeho pobytu byly v oblasti nalezeny. Ze 120 druhů ptáků žijí na skalách sup bělohlavý, orlosup bradatý a orel skalní. Z plazů se vyskytuje užovka hladká a zmije Ursiniho (Vipera ursinii), v řekách je hojný pstruh obecný potoční.

## Administrativa a doprava
Dnes je Tušetie součástí okresu Achmeta v kraji Kacheti. S okresním městem Achmeta je spojena přes průsmyk Abano horskou silnicí, která je v zimě neprůjezdná.